# Gabriel de Foigny
Gabriel de Foigny (1630 circa – 1692) è stato uno scrittore francese.
Tutto ciò che si conosce di questo scrittore, inclusa la sua identità (il suo libro fu scritto senza il nome), è dovuto per lo più al Dictionnaire historique et critique di Pierre Bayle, un dizionario biografico contenente informazioni su colui che ha scritto un racconto del genere letterario utopico sulle avventure di un viaggiatore immaginario, Jaques Sadeur, in un luogo chiamato "Terra australe".
Prete spretato e viaggiatore senza meta, il suo libro, pubblicato nel 1676 con il titolo La Terre australe connue, insiste sulla ricerca di una società perfetta, dal punto di vista sociale e dell'innovazione tecnologica, che tuttavia non si risolve in una felicità diffusa. Narra, infatti, il viaggio di un ermafrodita che approda in un'isola abitata soltanto da ermafroditi, i quali vivono nudi e sono essenzialmente un popolo pacifico, salvo che per l'odio verso gli eterosessuali, considerati dei mostri.
Nel 1674, De Foigny scrisse anche un trattato, in più lezioni, sulla lingua latina.